# Cauliflorie
De aanduiding cauliflorie wordt in de plantkunde gebruikt wanneer bloemen (en later vruchten) te vinden zijn op de stam en de dikkere takken. Cauliflorie maakt het mogelijk om zware vruchten te vormen, die door zwakkere takken niet gedragen zouden kunnen worden. Cauliflorie kan het ook vleermuizen makkelijker maken om bloemen te bestuiven. 
Cauliflorie komt vrijwel alleen voor bij plantensoorten in de warme streken. Een voorbeeld is de nangka of jackfruit (Artocarpus heterophyllus), waarvan de vruchten wel 40 kg kunnen wegen. Een ander voorbeeld is de jaboticaba (Myrciaria cauliflora) waarbij de stam van de basis tot in de kruin bedekt kan zijn met bessen. Ook de cacaoboom heeft cauliflorie. Een voorbeeld uit het Middellandse Zeegebied is judasboom (Cercis siliquastrum).  

Voorbeelden van cauliflorie
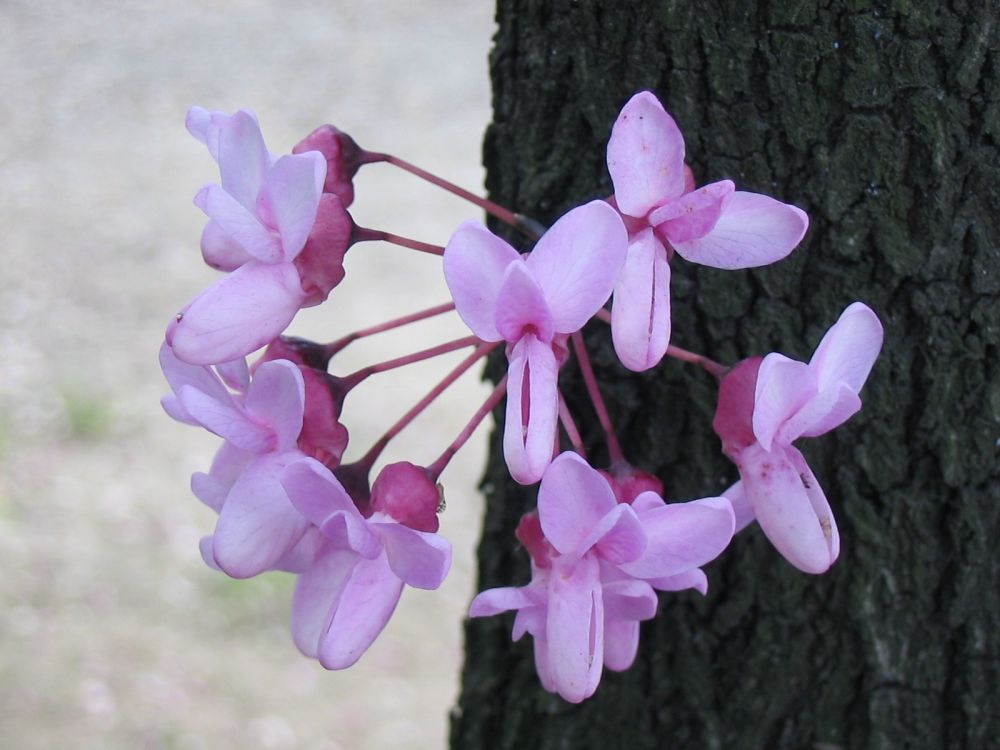
Judasboom (Cercis siliquastrum)
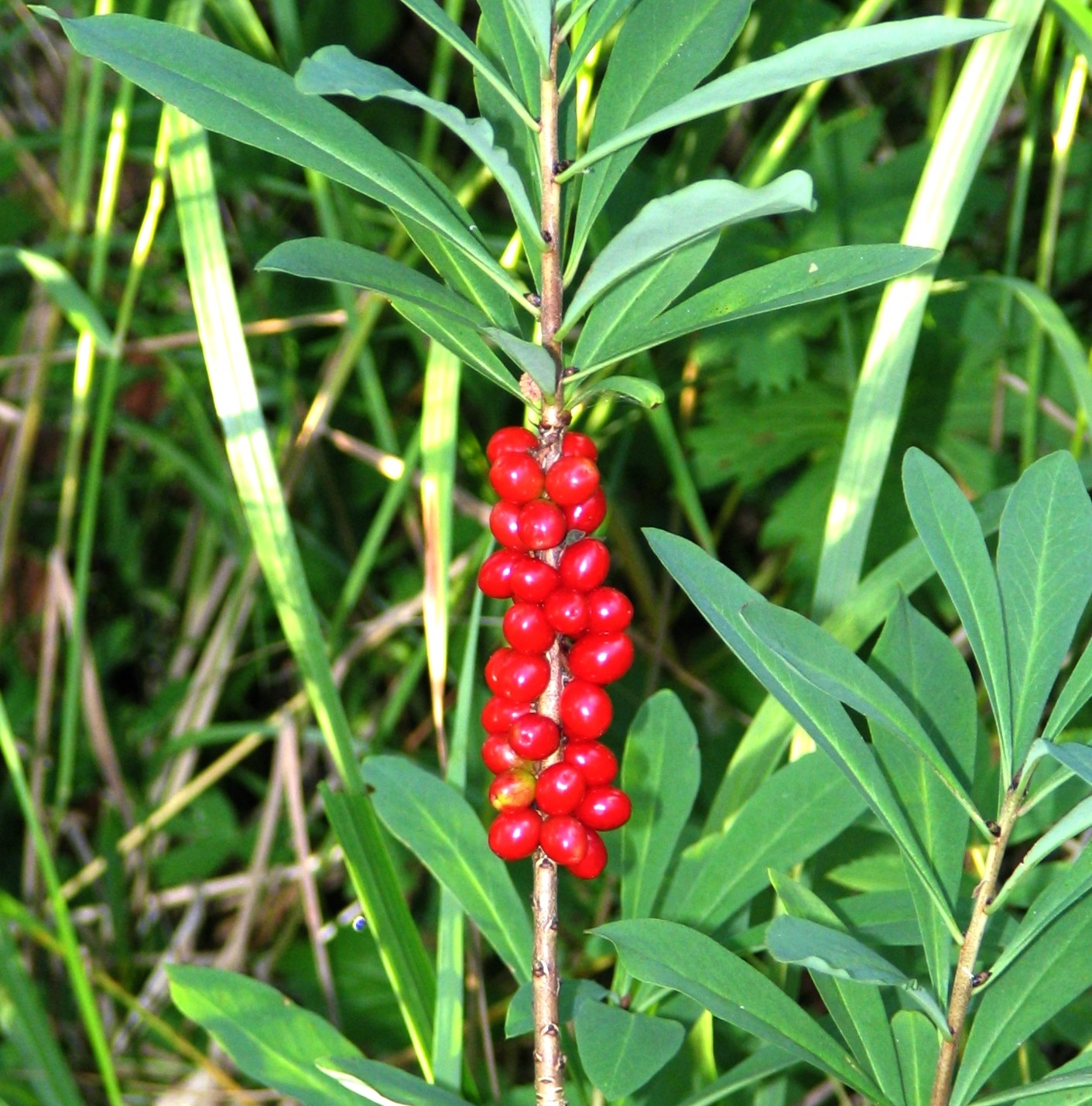
Rood peperboompje (Daphne mezereum) met vruchten

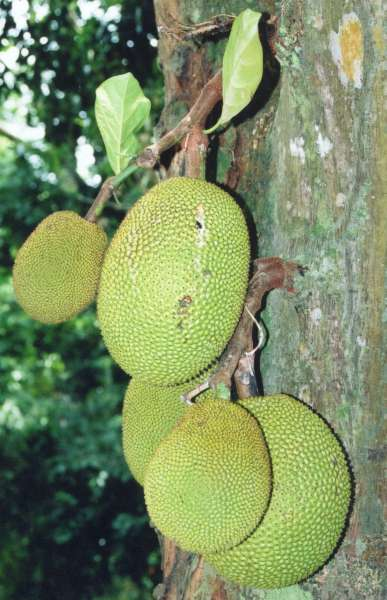
Cauliflorie bij nangka (Artocarpus heterophyllus)
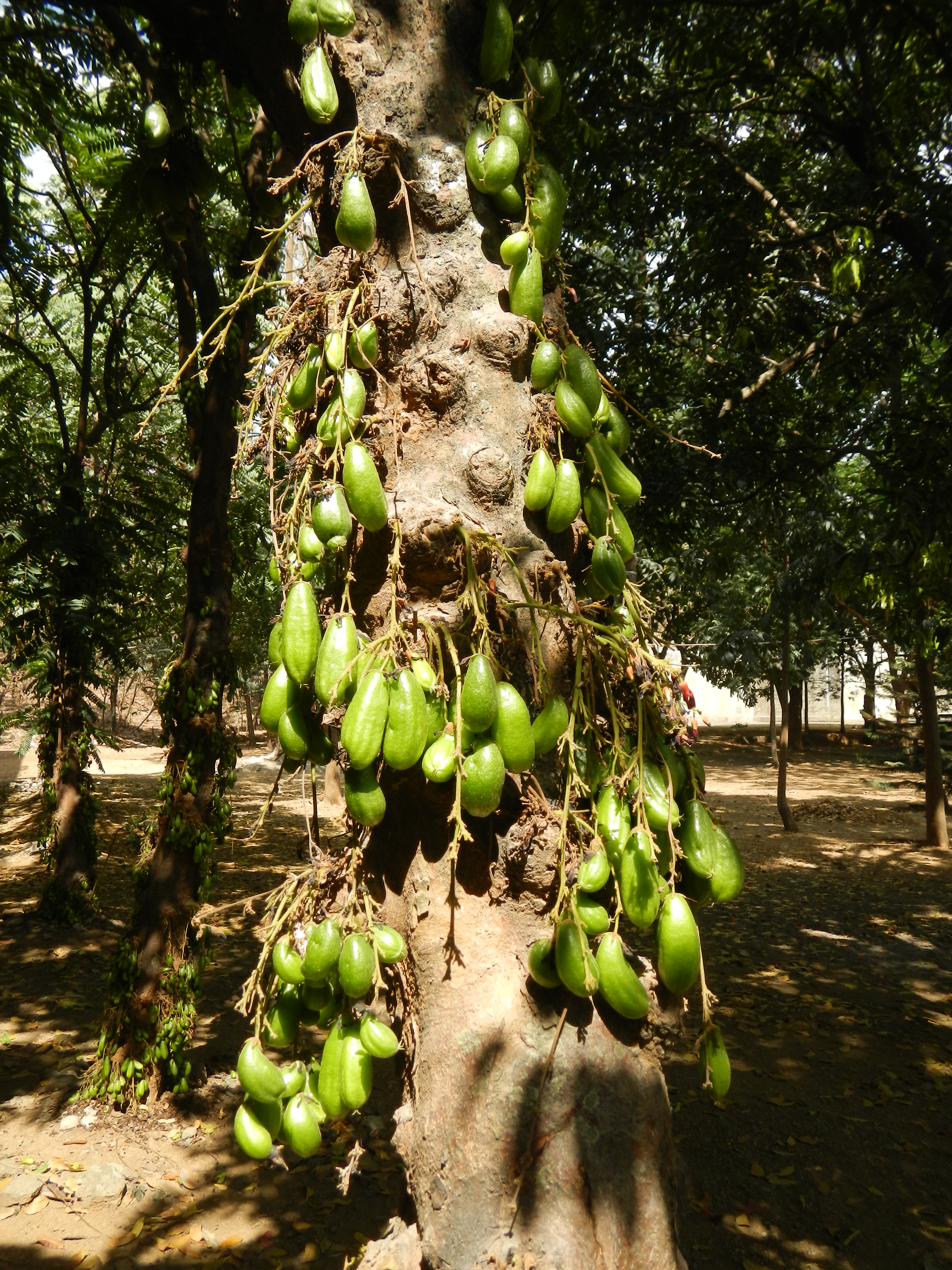
Cauliflorie bij blimbing asem (Averrhoa bilimbi)
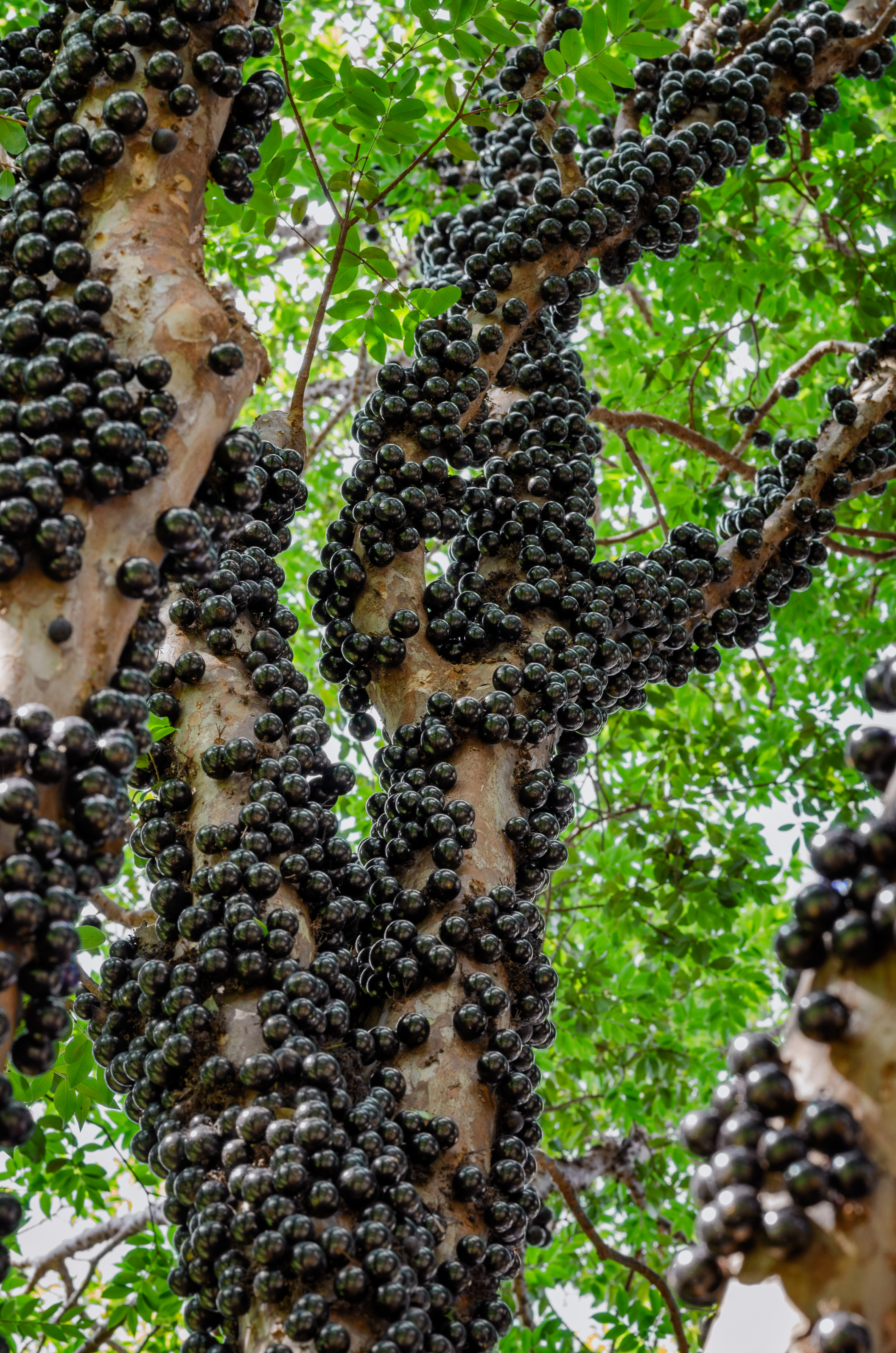
Bessen van de jaboticaba (Myrciaria cauliflora)

Bij planten uit de gematigde streken is cauliflorie nagenoeg onbekend: zij vormen vrijwel alleen bloemen op nieuwe scheuten; op kortloten van nieuwe groeischeuten zoals bij de walnoot en appel of op langloten. Een voorbeeld van cauliflorie uit gematigde streken is het rood peperboompje (Daphne mezereum).